# Toni Androić
Toni Androić (* 28. Dezember 1991 in Pula, SR Kroatien) ist ein ehemaliger kroatischer Tennisspieler.

## Karriere
Toni Androić spielt hauptsächlich auf der ATP Challenger Tour und der ITF Future Tour. Auf Challenger-Ebene gewann er einen Titel im Doppel, während er 10 Einzel- und 20 Doppeltitel auf der Future Tour gewinnen konnte.

## Erfolge
| Legende (Anzahl der Siege)  |
| Grand Slam                  |
| ATP World Tour Finals       |
| ATP World Tour Masters 1000 |
| ATP World Tour 500          |
| ATP World Tour 250          |
| ATP Challenger Tour (1)     |

### Doppel

#### Turniersiege
| Nr. | Datum          | Turnier | Belag | Partner         | Finalgegner                              | Ergebnis |
| --- | -------------- | ------- | ----- | --------------- | ---------------------------------------- | -------- |
| 1.  | 9. August 2014 | Prag    | Sand  | Andrei Kusnezow | Roberto Maytín Miguel Ángel Reyes Varela | 7:5, 7:5 |